# Mutimbuzi
Mutimbuzi è un comune del Burundi situato nella provincia di Bujumbura Rurale con 69.525 abitanti (censimento 2008).

## Geografia antropica

### Suddivisioni amministrative
Il comune è suddiviso in 8 colline.